# De Cocksdorp
De Cocksdorp (Tessels: Kósdörrep) is een dorp in de gemeente Texel in de provincie Noord-Holland. In 1836 telde het dorp 323 inwoners en in 2023 ca. 1.200.

## Ontstaan
De Cocksdorp is het jongste en meest noordelijke dorp van het Nederlandse waddeneiland Texel. Oorspronkelijk lag het dorp in de kwelder tussen de eilanden Eierland en Texel. De kwelder was ontstaan nadat in 1629 de Zanddijk die twee eilanden met elkaar verbond, werd aangelegd. In 1835 richtte de uit Antwerpen afkomstige Nicolas Joseph de Cock samen met enkele andere heren een NV op die de kwelder tussen Eierland en Texel zou inpolderen voor agrarisch gebruik. In de nieuw aangelegde polder Eierland werd in 1836 een dorp gesticht dat aanvankelijk Nieuwdorp heette, maar dat later naar hem genoemd werd: De Cocksdorp. Achter de nieuwe dijk kwam een logement annex winkel die de naam Het ei van Columbus kreeg. Daarnaast kwam een houten gebouw met twaalf woningen en een schilderswerkplaats. Een ander gebouw werd het 'Magazijn' genoemd, dit werd tijdens de Tweede Wereldoorlog door de Duitsers afgebroken.

## Tweede Wereldoorlog

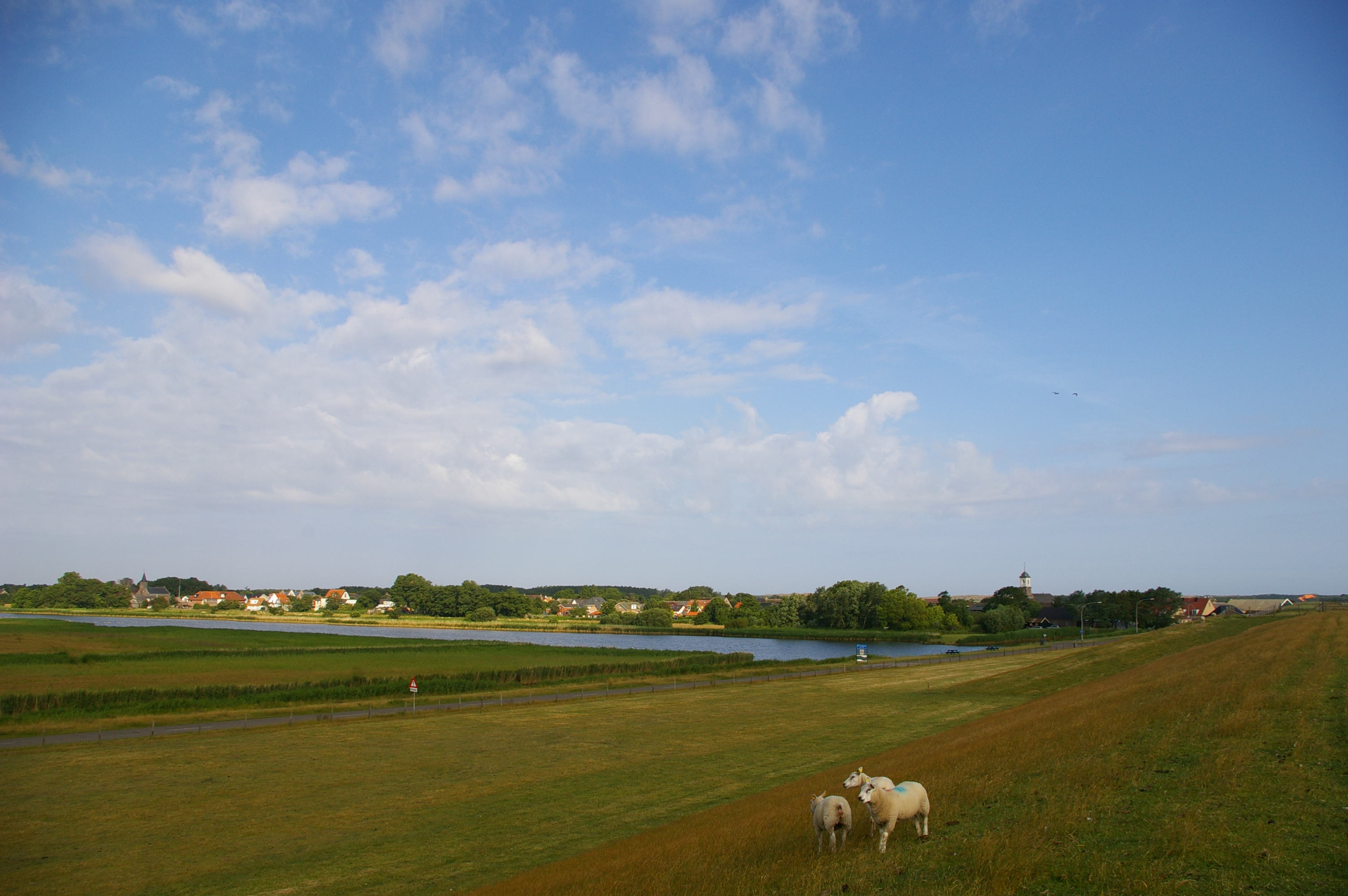
Gezicht op De Cocksdorp

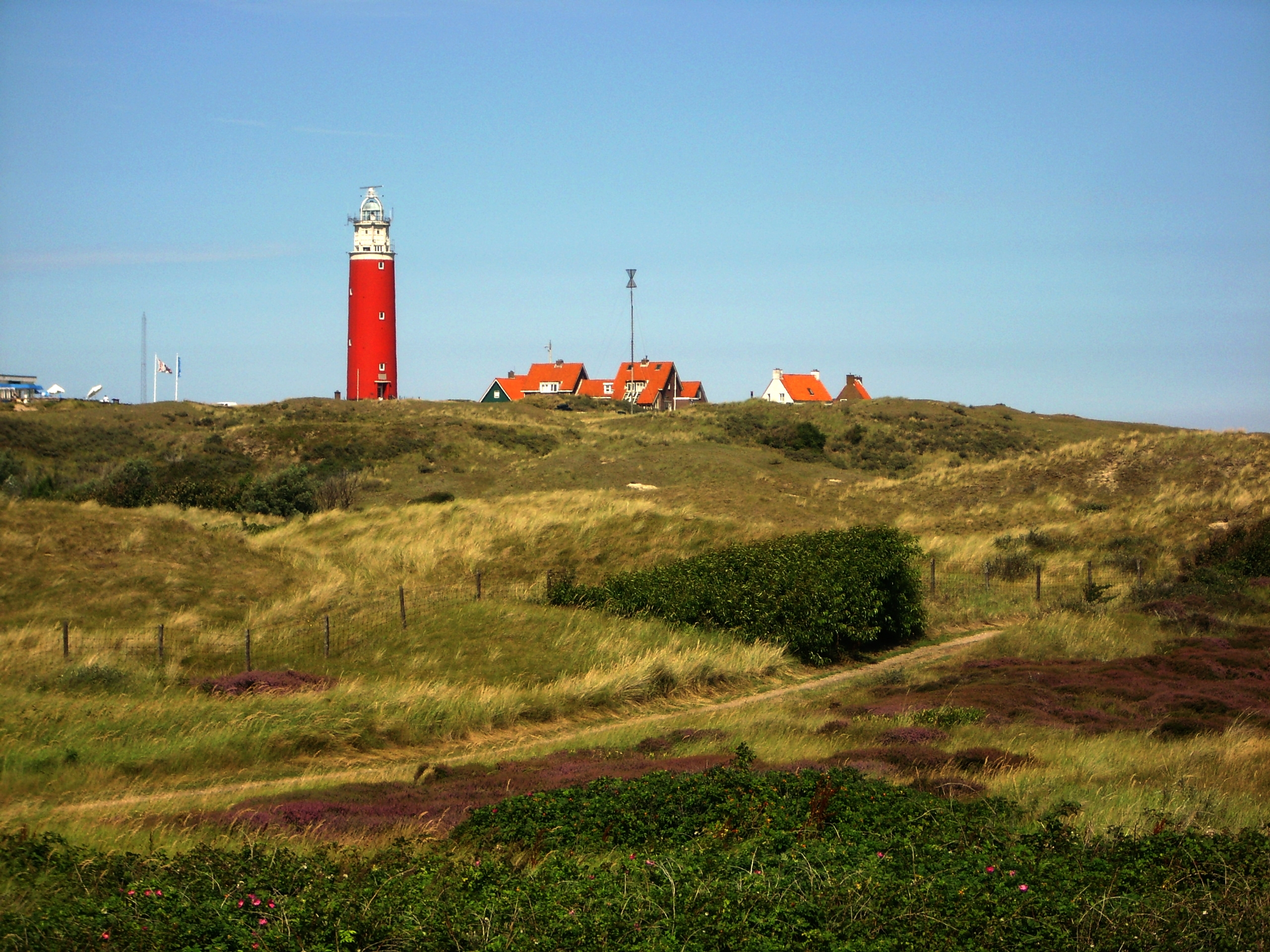
Vuurtoren Eierland De Cocksdorp

Texel werd vanaf 6 februari 1943 bezet door het 822e Georgische bataljon van het Duitse Ostlegion. Het bestond uit 400 Duitsers en 800 vrijwillige Georgiërs. De Georgiërs waren afkomstig uit krijgsgevangenkampen, waar de overlevingskans zeer klein was, en zij hadden zich opgegeven om voor de Duitsers te vechten. Op Texel zaten ze redelijk veilig totdat in april 1945 duidelijk werd dat zij als frontonderdeel zouden worden ingezet. In de nacht van 4 op 5 april werden bijna alle Duitsers door de Georgiërs vermoord. Tijdens deze Opstand van de Georgiërs sneuvelden ook ongeveer 100 Texelaars. Er volgde een soort guerrillaoorlog die nog na 5 mei doorging. De bevrijding was daar pas op 20 mei 1945.
Engelandvaart
Op 9 april 1945 vertrok reddingsboot Joan Hodshon met de laatste Engelandvaarders naar zee. De volgende avond rond 9 uur kwamen ze in Engeland aan. Het doel van hun overtocht was hulp te vragen, maar dit werd hun geweigerd om de voedseldroppings niet in gevaar te brengen. Aan boord waren Klaas van der Kooi, Jan Bakker (schipper), Wim de Bloois, Cor Dros, Remmert Hooijberg, Jaap Knol, Marinus Kooger (1902-1987), Jaap Westdorp, vier Georgische militairen en verstekeling Klaas Doornekamp. Op 29 mei waren de Texelaars alweer terug, de reddingsboot bleef langer in Engeland. Hij werd in augustus naar Hoek van Holland gesleept en, nadat zij een nieuwe dieselmotor had gekregen, in 1949 weer in dienst van de KNZHRM gesteld.
In 1995 werd een plaquette aangebracht op het reddingsboothuis ter herdenking van deze overtocht. Sinds 2012 staat de Joan Hodshon opgesteld bij Schipbreuk- en Juttersmuseum Flora.

## Na de oorlog
Het aantal inwoners van De Cocksdorp groeide langzaam totdat er na de oorlog vakantiewoningen werden gebouwd, onder meer op initiatief van Cor Dros. Het trok toeristen aan en was goed voor de werkgelegenheid. Na De Koog is De Cocksdorp nu de meest bezochte toeristenplaats op Texel.
De grootste camping in het dorp is 'De Krim', het grootste vakantiepark van Texel en van alle waddeneilanden. Er zijn ook nog Landal-vakantiepark 'Sluftervallei' en 'Hotel Texel', midden in de natuur gelegen.
Via het Molenbos kan men de Eierlandse Duinen bereiken, evenals de natuurgebieden De Krim en De Slufter. Aan de oostzijde van het dorp ligt de Roggesloot.
Naast De Krim ligt sinds 1996 golfbaan De Texelse, een van de weinige echte linksbanen in Nederland. In 2012 werd gestart met de uitbreiding van 9 naar 18 holes.
De vuurtoren van De Cocksdorp dateert uit 1864 en staat ongeveer 3 km ten noorden van het dorp. Hij reikt tot een hoogte van 45 meter boven zeeniveau en wordt geëxploiteerd door Stichting Texels Museum.

## Vervoer
De Cocksdorp ligt aan het einde van de Postweg, een doorgaande route in de Eierlandse polder die het dorp verbindt met de rest van het eiland en met de veerhaven bij 't Horntje. Bij strandpaal 33 meert het voetgangersveer naar Vlieland aan.

## Externe links

kerken De Cocksdorp
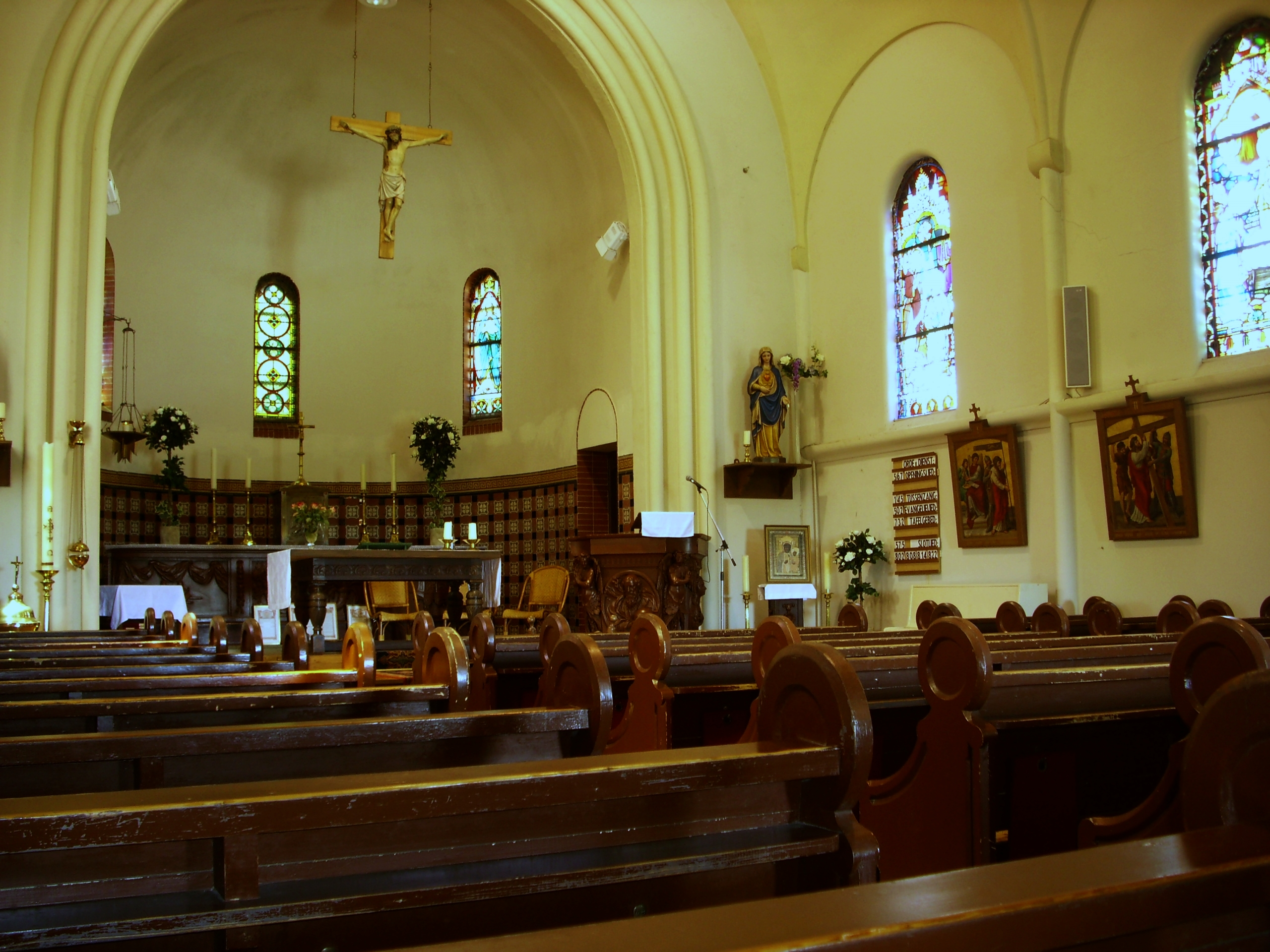
Francisca Romanakerk, interieur
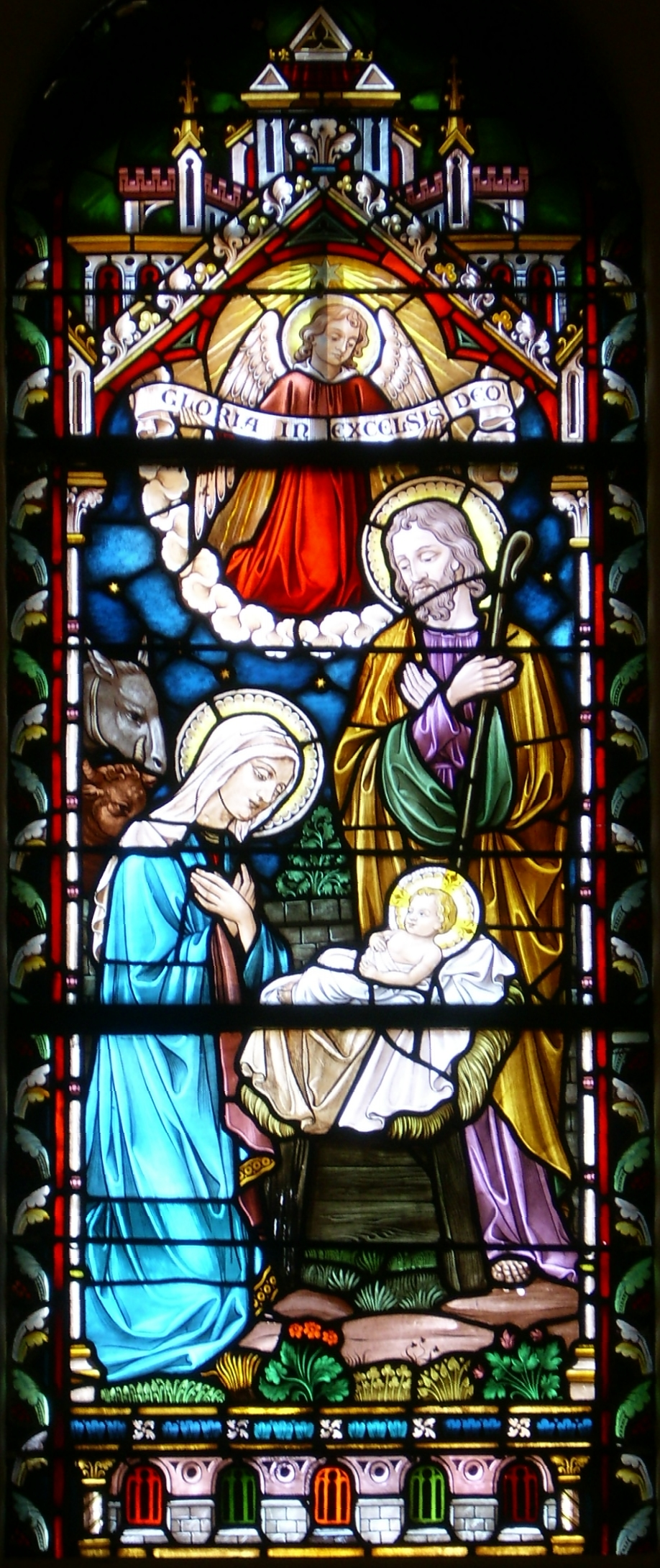
Francisca Romanakerk, gebrandschilderd raam
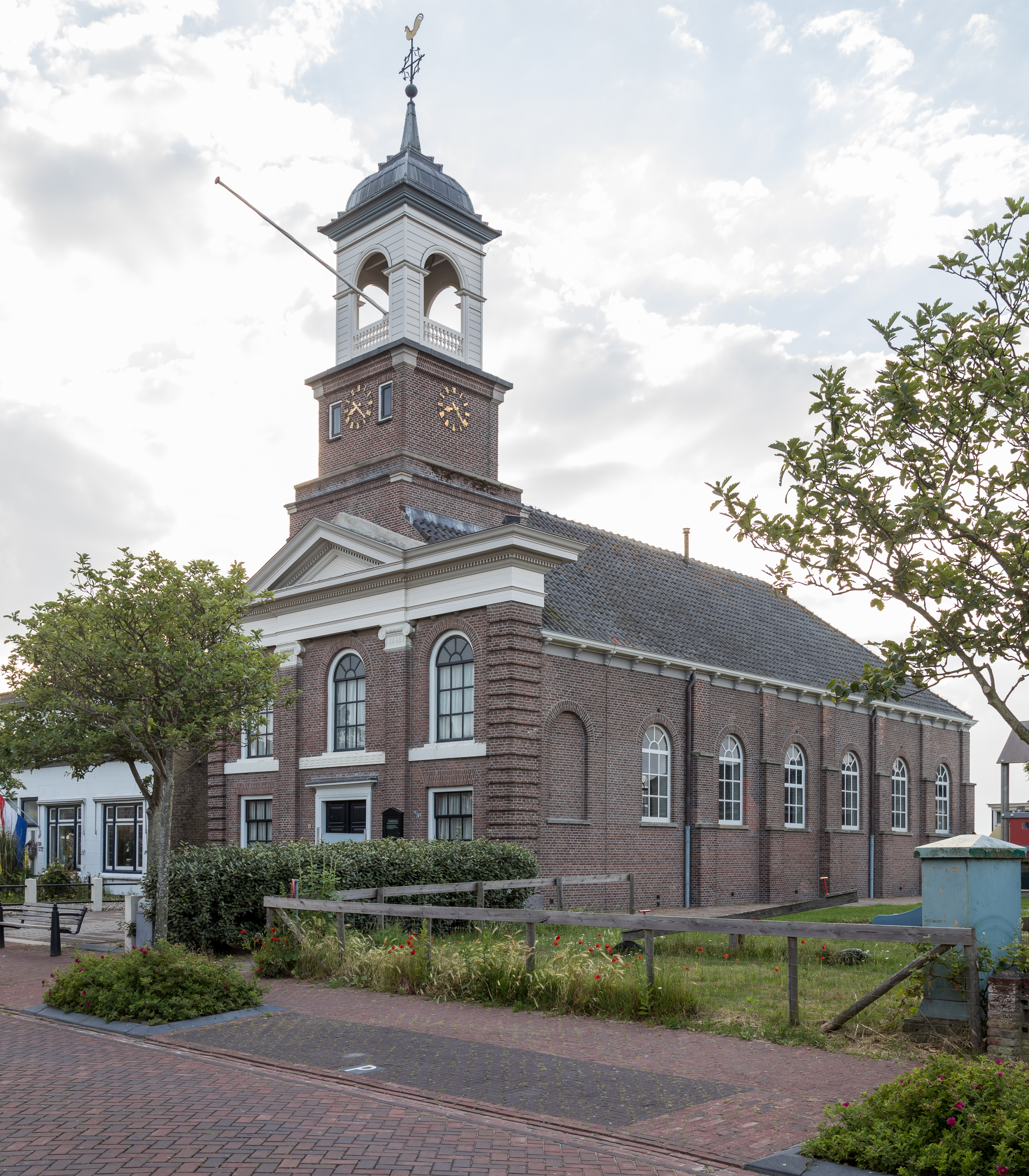
Waddenkerk, Kikkertstraat